# Sémiramis
Pour les opéras, voir Semiramide et Semiramide riconosciuta.

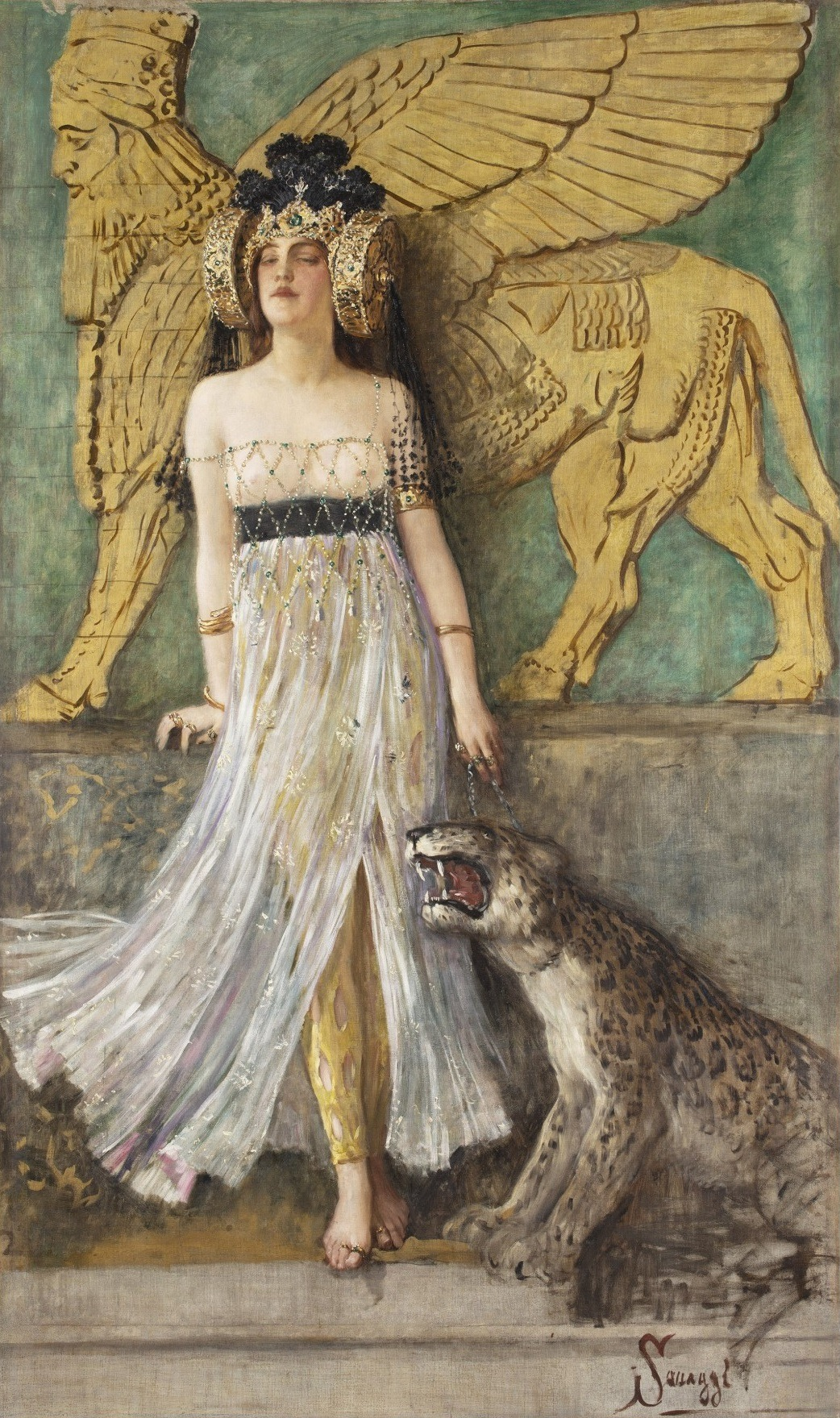
La reine Semiramis (1905), œuvre de Cesare Saccaggi.

Sémiramis (du grec ancien Σεμίραμις, en syriaque : ܫܲܡܝܼܪܵܡ Šammīrām et en arménien : Շամիրամ Šamiram, « qui vient des colombes » en langue assyrienne : ʃəˈmɪram) est une reine légendaire de Babylone dont le récit est rapporté par Diodore de Sicile dans sa Bibliotheca Historica, récit qu'il tient de celui des Persica de Ctésias de Cnide. D'autres historiens antiques la mentionnent : parmi ceux-ci Hérodote, pour qui Sémiramis est avec Nitocris l'une des deux plus grandes reines babyloniennes, et Bérose, très critique à l'égard de cette version de l'histoire de l'Assyrie.
Sémiramis est la fille de Dercète, une déesse mi-femme mi-poisson, et d'un jeune humain, Caÿstros. Après la naissance de Sémiramis, la déesse tue le jeune homme, retourne dans le fond d'un lac et abandonne sa fille. L'enfant est nourrie par des colombes puis recueillie par des bergers qui l'élèvent.
Jeune fille, elle rencontre Onnès, un général de l'armée de Ninos, roi de Ninive. Les premières années, pendant lesquelles le couple a deux garçons, Sémiramis conseille son compagnon dans ses campagnes militaires qui sont, grâce à elle, entièrement couronnées de succès.
Cependant, le siège de Bactra met Onnès en difficulté. Celui-ci fait venir sa compagne à son secours. Après la prise de Bactra, largement due aux actions de Sémiramis, Ninos, séduit par Sémiramis, souhaite prendre l'héroïne pour épouse et pousse Onnès au suicide. Sémiramis, devenue reine, part dans de nombreuses conquêtes victorieuses, bâtit Babylone et, à la mort de son mari, construit une énorme tour en son nom.
Elle part ensuite en campagne afin de conquérir l'Inde. La campagne se solde par un échec et, à son retour, elle apprend que ses fils, dont Ninyas, le fils qu’elle a eu avec Ninos, conspirent avec les eunuques du palais. Elle abandonne alors le trône, se transforme en colombe et s'envole au milieu d'une volée d'oiseaux.
Avant d'être racontée par Ctésias, la légende de Sémiramis est certainement déjà connue comme une histoire faisant partie de la tradition orale ou du folklore de Mésopotamie. Apparemment, son personnage est construit autour de deux reines assyriennes ayant régné quelques siècles auparavant : Zakoutou et Sammuramat. Sémiramis fait également penser à la déesse Astarté, ou Ishtar, également belliqueuse et représentée par une colombe dans des récits plus anciens.

## Les sources
La source la plus complète à propos de Sémiramis et de sa légende est la Bibliotheca Historica de Diodore de Sicile (90-30 av. J.-C.). L'auteur y décrit, dans le livre II, l'histoire de l'Assyrie et, en particulier, la vie de l'empereur légendaire Ninus et de son épouse Sémiramis. Le récit est, pour sa plus grande part, inspiré d'une partie des Persica. Ce livre aujourd'hui partiellement disparu est écrit par Ctésias de Cnide (404-397 av. J.-C.), médecin et historien à la cour d'Artaxerxès II (404-359 av. J.-C.) résumant l’histoire de l'Assyrie jusqu'à ce dernier,.
La version de l'histoire  de l'Assyrie de Ctésias est devenue la tradition « vulgate » utilisée par les historiens grecs et romains dans l'écriture des histoires universelles. Les trois premiers livres de la Persique parlent de l'histoire d'avant les perses, à commencer par les assyriens. Pour Ctésias, l'histoire du monde commence par le premier roi assyrien dont on ne connaît pas le nom. Ninos est le premier roi qu'il décrit parce que, selon lui, il est le premier roi à accomplir de grandes choses. Les deux premiers livres sont dédiés au couple Ninos et Sémiramis,.
La plus ancienne mention grecque de Sémiramis se trouve cependant dans un texte d'Hérodote (480-425 av. J.-C.) pour qui Sémiramis est avec Nitocris l'une des deux reines les plus importantes de Babylone. Il lui attribue la construction de digues qui ont empêché l'Euphrate d'inonder Babylone et l'appellation d'une des portes de la ville.
Le prêtre-historien Bérose (fin du  IVe siècle av. J.-C.) est très critique à l'égard des Persica de Ctésias. Dans son Babylõniaká (« Histoire de Babylone » écrit en grec entre 290 et 279 av. J.-C.), il fait correspondre, dans sa ligne du temps, le nom de Sémiramis à celui de Sammuramat, reine assyrienne de la fin du IXe siècle av. J.-C.,,.

## La légende
La mère de Sémiramis est Dercéto (Derketô), une déesse mi-femme mi-poisson. Selon Lucien de Samosate (IIe siècle av. J.-C.), elle vit dans un lac voisin d'Ascalon. Le père est Caÿstros, le fils présumé d'Achille (ou d'un jeune Syrien) et de Penthésilée. L'union de Derceto et de Caÿstros est provoquée par Aphrodite. Dercéto ne s'apercevant de son acte qu'après la naissance de Sémiramis, assassine Caÿstros et se réfugie au fond du lac en abandonnant sa fille. Le nouveau-né, voué à la mort, est pourtant nourri par des colombes dérobant le lait et le fromage dans les bergeries de la région. Découverte par les bergers intrigués par ce manège, elle est confiée à leur chef Simios (principal gardien des troupeaux du roi Ninus de Ninive) qui lui donne le nom de « Sémiramis » (« qui vient des colombes » en langue assyrienne).
Devenue jeune femme, elle est remarquée pour sa beauté et son intelligence. Elle épouse Onnès, un jeune général (ou conseiller) du roi Ninos. Elle conseille son mari de façon si habile que toutes ses entreprises sont couronnées de succès. Mais, lors d'une expédition en Bactriane, Onnès en difficulté, commet l'erreur d'appeler sa femme à la rescousse. Celle-ci arrive aussitôt, habillée en homme, à la tête d'un groupe de rudes montagnards. Elle s'empare de la citadelle de Bactres et de ses trésors. Mais, Ninos tombe amoureux de Sémiramis. Il contraint Onnès au suicide et épouse la belle sans difficulté. Sémiramis lui donne un fils : Ninyas. Peu de temps après, Ninos meurt et Sémiramis lui succède pour un règne de 42 ans. À la mort de son mari, elle lui fait ériger un tombeau d'une hauteur exceptionnelle. Diodore affirme qu'après la mort de Ninos, elle ne s'est jamais remariée, mais qu'elle a eu de nombreux amants qu'elle aurait fait disparaître.

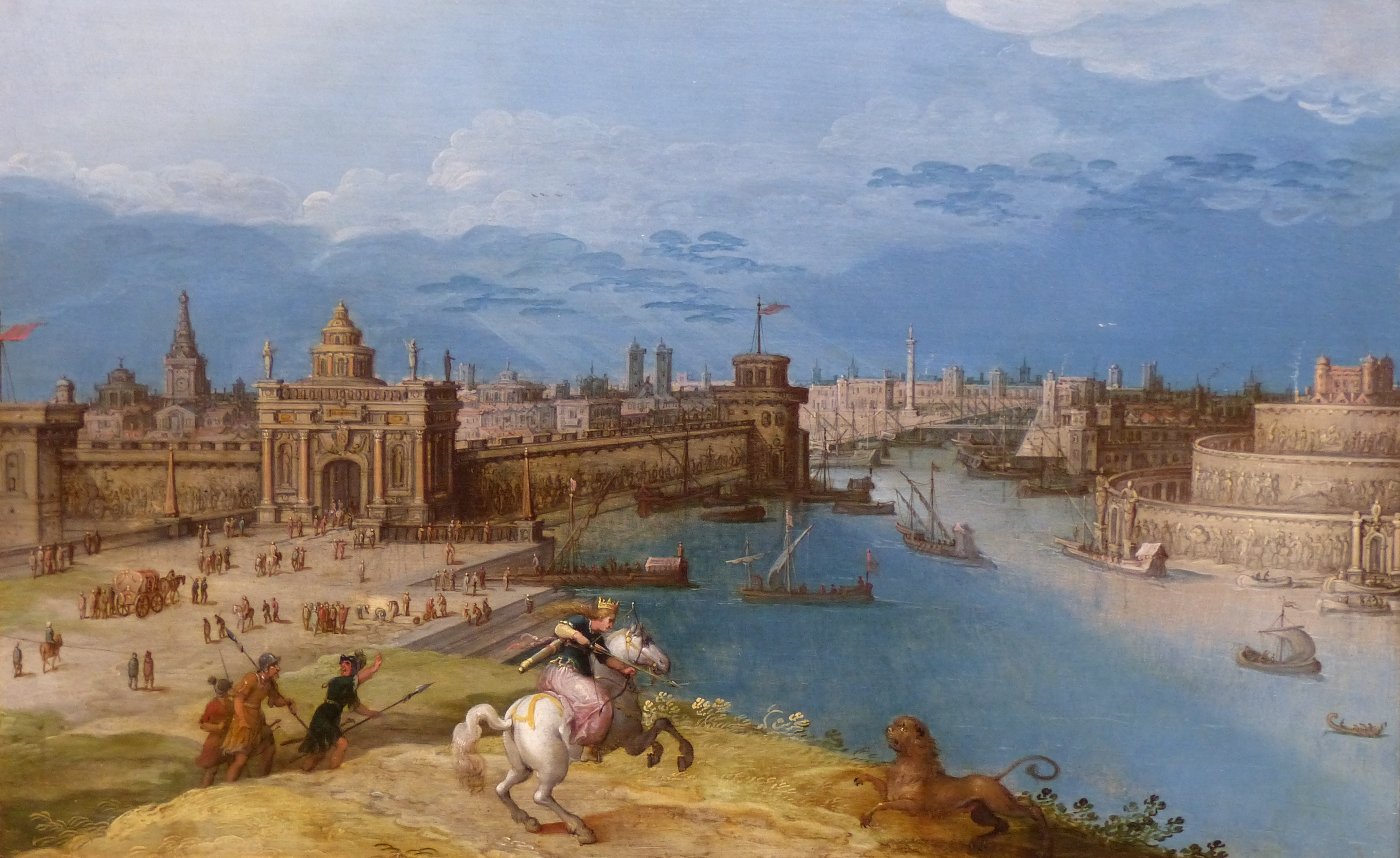
Sémiramis chassant le lion aux portes de Babylone, attribué à Louis de Caullery (ca. 1597). Huile sur bois, musée Fabre, Montpellier.

Pendant son règne, Sémiramis fonde Babylone,. Elle y supervise de nombreux travaux de construction. Parmi ceux-ci, les célèbres jardins suspendus, le temple de Mardouk (ou de Bel) et les canaux d'irrigation et de dérivation de l'Euphrate afin de préserver la ville des sécheresses et des inondations. L'historienne Stephanie Dalley (en) remarque qu'au Ier siècle Quinte-Curce fait de Sémiramis la fondatrice de Babylone, alors que Diodore évoque une « grande ville en Babylonie sur l'Euphrate », mais sans la nommer. Il est cependant à noter que, trois siècles plus tôt, Bérose critique les Persica de Ctésias, contestant l'idée que Sémiramis aurait fondé Babylone,.
Reine guerrière, elle part en campagne contre les Mèdes, les Perses, l’Égypte (où elle interroge l’oracle d’Amon), la Libye, l’Éthiopie, et la Bactriane. L'oracle d'Amon lui apprend que, lorsque son fils Ninyas conspirera contre elle, elle devra disparaître et se voir accorder un honneur immortel. Au IIe siècle, Polyen raconte qu'à la nouvelle d'une révolte des Siraques (peuple installé entre le Caucase et le Don) elle interrompt son bain pour partir réprimer la révolte « pieds nus, sans se donner le temps de raccommoder ses cheveux » .
Sa dernière expédition la mène jusqu'à l'Inde, où, face à une armée comptant des éléphants, elle est blessée et refoulée par Stabrobatès, l'un des rois de l'Inde. Elle aurait été à la tête d'une armée de trois millions de fantassins et de 500 000 cavaliers — compte tenu de la logistique de l'époque de Ctesias, ce sont des chiffres impossibles. Lors de son retour de l'Inde, elle apprend que ses fils conspirent avec les eunuques du palais. Comme le lui a conseillé l'oracle d'Ammon, elle remet alors le pouvoir à son fils Ninyas. Elle se transforme en colombe, s'envole au sein d'une nuée d'oiseaux et disparaît. Par la suite, Ninyas succède à Sémiramis et mène une vie parmi les femmes, évite les hommes et les activités guerrières, mais se bat pourtant avec audace lorsque son royaume est menacé. Sémiramis est vénérée comme une déesse et son peuple vénère également les colombes,.

## Les origines de Sémiramis
Même si, bien sûr, le récit de Ctésias/Diodore n'a aucun rapport avec des faits réels, la légende de Sémiramis — considérée alors comme un récit historique — n'est qu'en partie inventée par les deux historiens antiques. Ctésias, dans sa Persica utilise des traditions orales plus anciennes, probablement issues de Mésopotamie,. Par exemple, Xanthos de Lydie a une variante au conte de Dercète antérieure aux Persica.
En outre, même si aucun des écrits cunéiformes mésopotamiens connus ne fait allusion à ces légendes, plusieurs endroits en Assyrie, en Mésopotamie, en Médie, en Perse, au Levant, en Asie Mineure, en Arabie et dans le Caucase, portent ou ont porté le nom de Sémiramis. À moins que ces endroits en aient retenu le nom d'une manière ou d'une autre. Cela laisse la possibilité d'imaginer une figure populaire, littéraire ou légendaire de Sémiramis déjà bien implantée dans le folklore antique au moment de l'écriture des Persica.
Le personnage de « Sémiramis reine assyrienne » est fort probablement syncrétique, composé à partir de plusieurs personnages réels ou fictifs et de mythes comme ceux de la « guerrière ambitieuse dévoreuse d'hommes » et de la « déesse capable de se transformer en animal ». En dépit des 29 successeurs donnés à Sémiramis, suggérant plusieurs siècles de dirigeants, le personnage de la légendaire reine assyrienne peut avoir été façonné à l'image de deux reines néo-assyriennes dont les existences sont historiquement avérées : Zakoutou et Sammuramat, déjà revêtues de l'aura d'une déesse kassite proche de la déesse Astarté ou Ishtar.

### Deux reines assyriennes
La reine assyrienne Sammuramat est l'épouse de Shamshi-Adad V (823-811 av. J.-C.) et mère d'Adad-nerari III (811-782 av. J.-C.) dont elle assure la régence à la mort de son époux en 811 av. J.-C. Pendant les cinq années entre le règne du père et celui du fils, elle détient apparemment le pouvoir et son autorité paraît plus forte que les autres femmes de roi d'Assyrie. La stèle de Pazarcık qui date de 805 av. J.-C. mentionne, par exemple, sa participation directe à une campagne militaire avec (ou sans) son fils Adad-nerari III. Cette expédition a lieu à l'ouest de l'Euphrate afin de réprimer une révolte dans le sud de l'Anatolie,. Après une période d'importance politique pendant laquelle elle semble gouverner aux côtés de son fils, Sammuramat semble se retirer au profit de ce dernier pour une vie de prêtrise dans l'un des temples d'Assyrie. Peut-être le temple de Nabû à Nimroud où des statues lui avaient été précédemment dédiées. Sammuramat meurt probablement vers 798 av. J.-C..
D'origine araméenne, Zakoutou est l'épouse de Sennachérib, souverain assyrien de 704 à 668 av. J.-C. héritier direct de Sargon II. L'un des principaux actes du souverain est l'agrandissement, la fortification et l'embellissement de la ville de Ninive, devenue capitale de l'empire assyrien. En 689 av. J.-C., alors qu'il réprime une rébellion, Sennachérib détruit la ville de Babylone, ce qui lui vaut une réputation de sacrilège. Il est tué en 681 av. J.-C.. Sous le règne de son fils Assarhaddon, Zakoutou supervise la reconstruction de Babylone.
Ainsi, il semble que le couple Sennachérib/Zakoutou inspire la légende du relèvement de Ninive par le roi Ninos, équivalent grec du nom « Ninive ». Ce couple est également à l'origine de la fondation de Babylone par Sémiramis, selon la version de Ctésias reprise par Diodore. Le couple Sammuramat/Shamshi-Adad V suit une logique similaire. Après la mort de son père et une période de régence, un grand nombre de conquêtes sont effectuées par Adad-nerari III. Cela rappelle les exploits de la reine légendaire Sémiramis, qui entreprend de nombreuses conquêtes après la mort de son mari Ninos, avec qui elle avait un fils. Les nombreuses conquêtes attribuées à Sémiramis correspondent approximativement à celles que les scribes de l'époque attribuent à Adad-nerari III, fils de Sammuramat.,.

### Ishtar et les colombes
D'après plusieurs sources babyloniennes et assyriennes, la déesse du pays kassite et en particulier celle de l'inscription de Behistun — par ailleurs, indiqué par Ctésias/Diodore comme un lieu créé par Sémiramis — se nomme Shimaliya. Elle partage beaucoup de traits avec la déesse babylonienne Ishtar, et peut avoir été plus tard absorbée par la figure de la reine Sémiramis.
Ishtar est la déesse babylonienne de l'amour et de la guerre. Comme dans le mythe de Sémiramis, cette déesse est parfois représentée sous la forme d'une colombe. Dans le récit Descente d'Ishtar aux Enfers la déesse tue son amant, tout comme le font Dercète et Sémiramis : la première supprime Caÿstros avec qui elle conçoit Sémiramis, tandis que cette dernière, même si elle n'est pas directement responsable de la mort de son compagnon Onnès, pousse tout de même le père de ses deux fils aînés au suicide puis met régulièrement à mort ses amants.

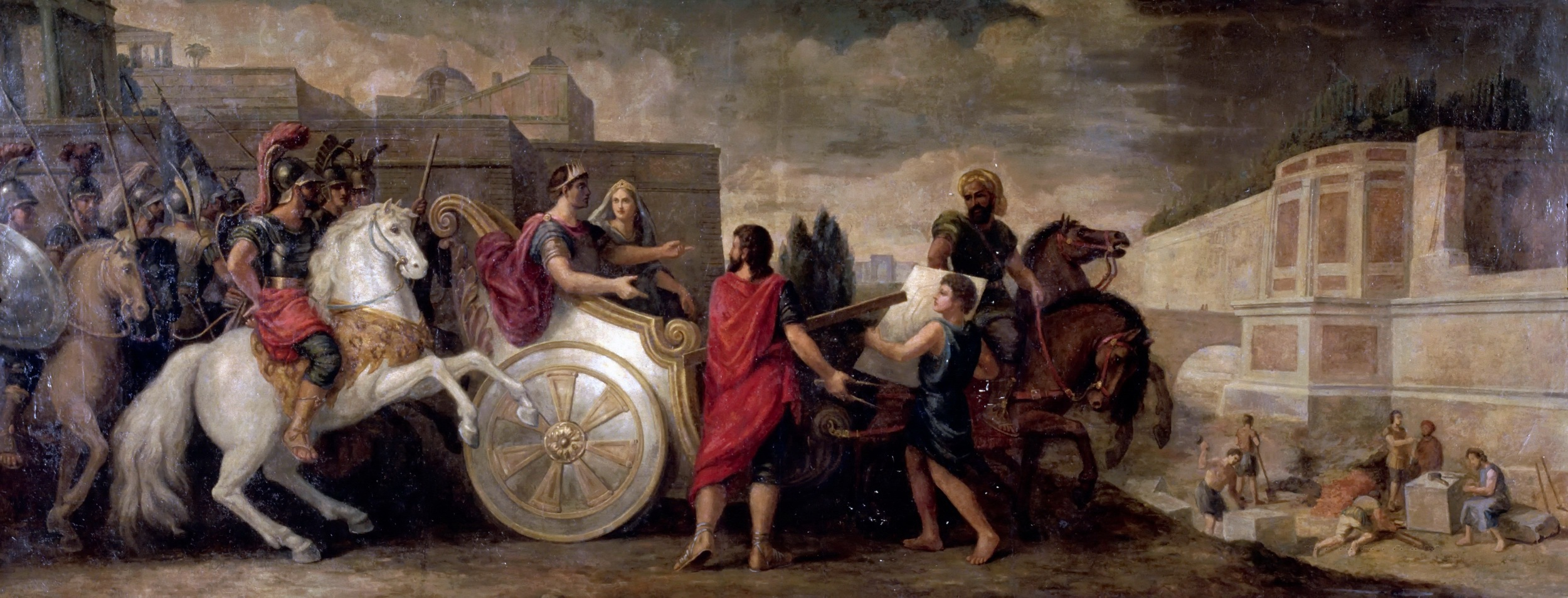
René-Antoine Houasse (1676, Nabuchodonosor, Sémiramis et les jardins de Babylone, Versailles, salon de Vénus).
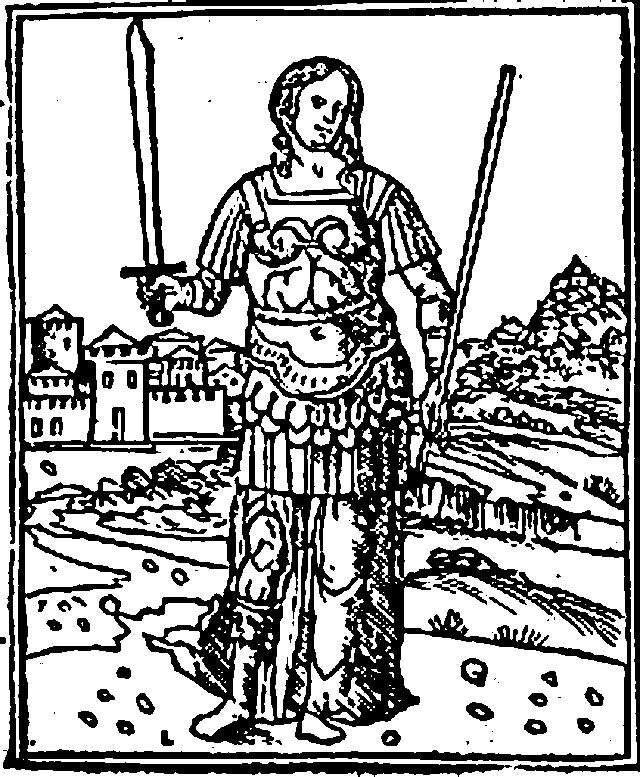
Sémiramis (dans l'ouvrage italien du XVIIIe siècle : Semmiramide regina di Babillone).
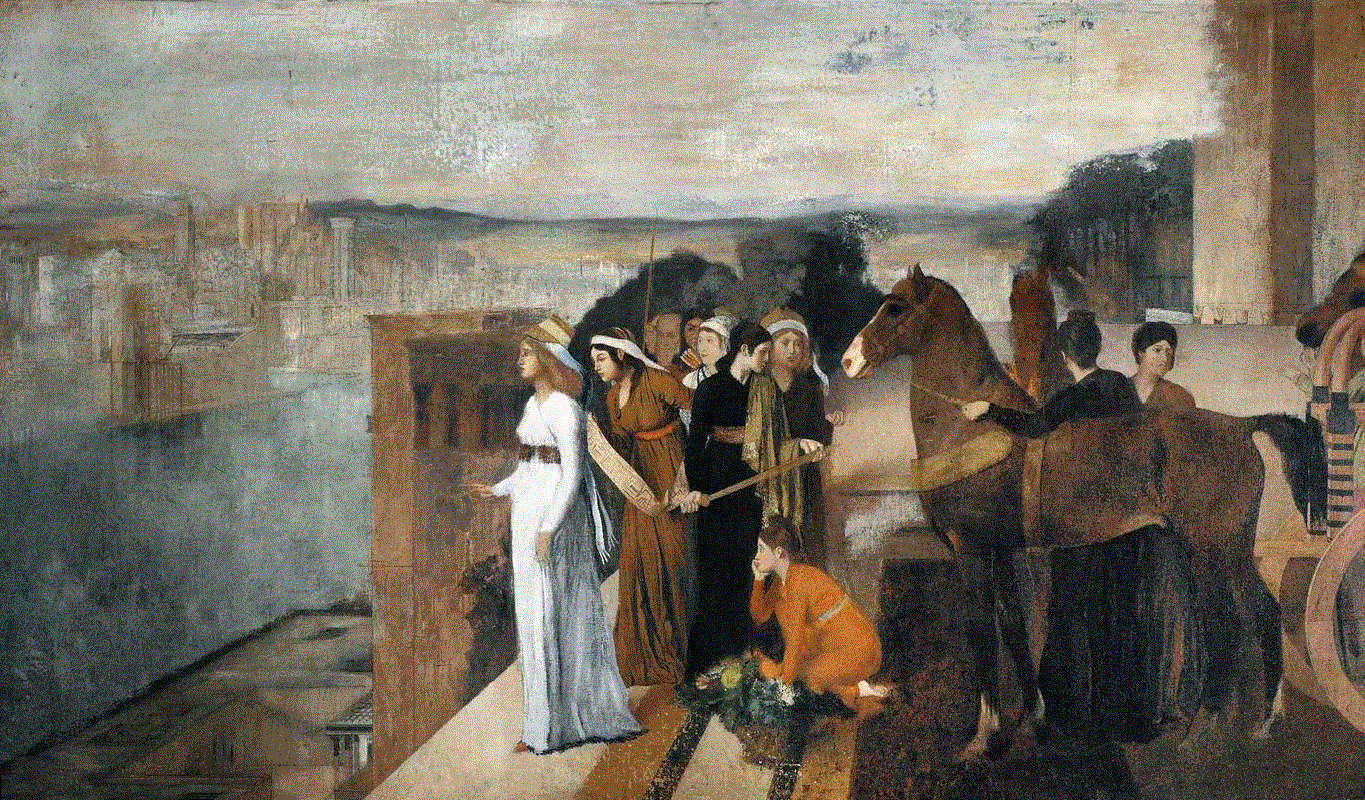
Edgar Degas : Sémiramis construisant Babylone (1861, musée d'Orsay, Paris).
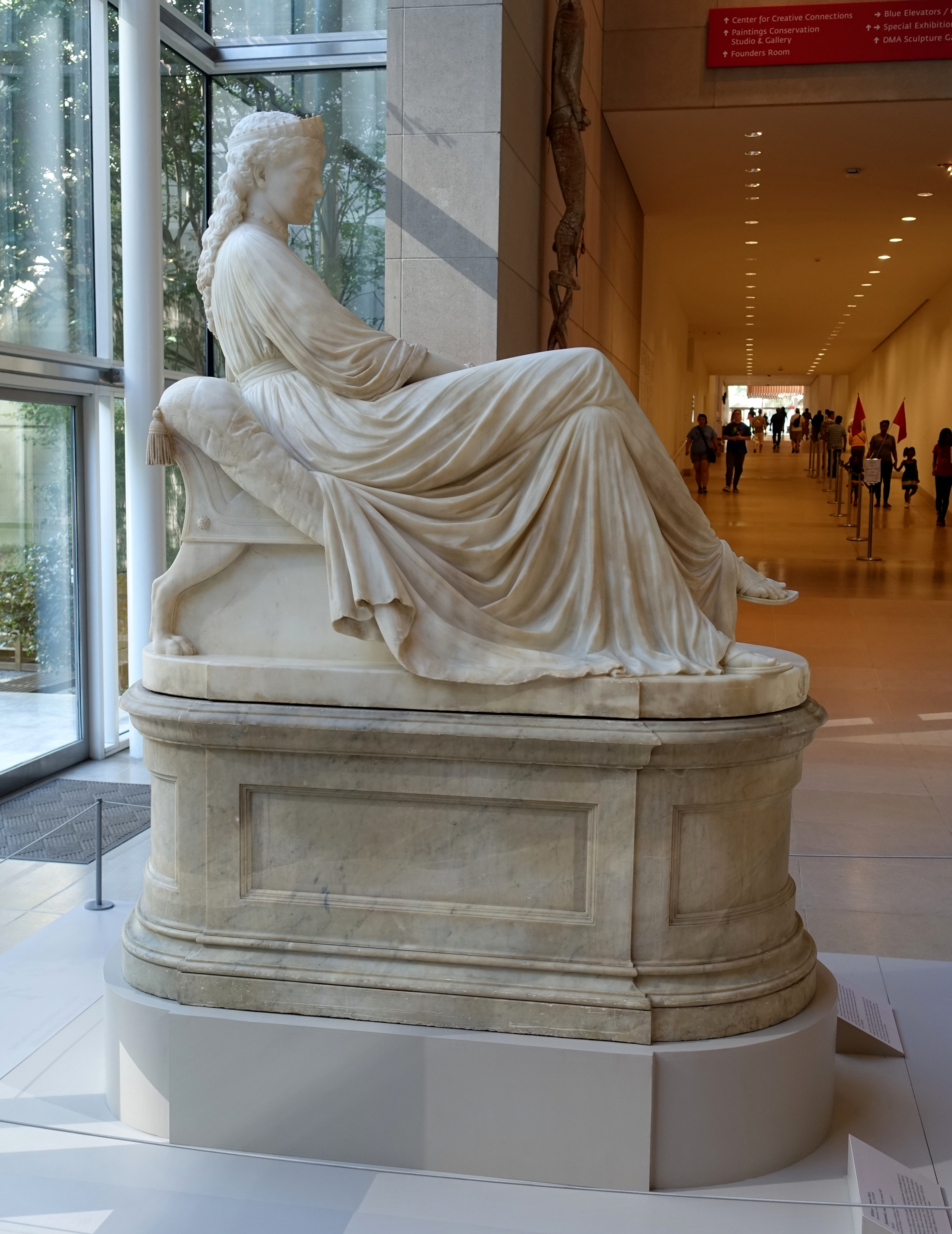
Sémiramis par William Wetmore Story (1873, Dallas Museum of Art).
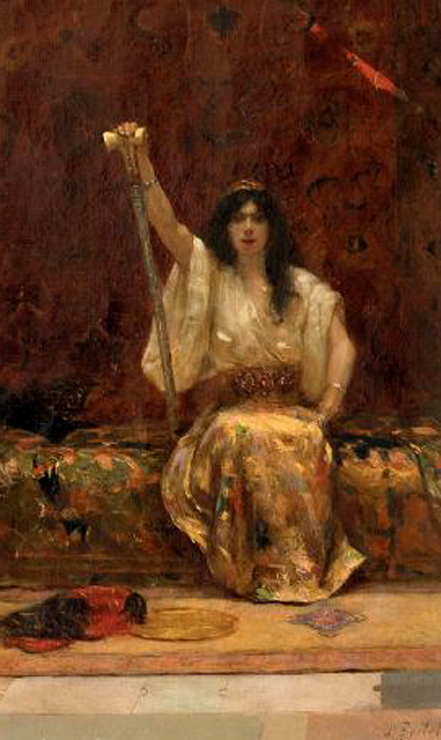
Sémiramis par Pierre Bellet (1892).

## Dans les arts et la culture populaire

### Littérature
Le personnage de Sémiramis a inspiré de nombreux auteurs.
De 1303 à 1321, Dante l'évoque dans la première partie de la Divine Comédie, intitulée l'Enfer. Il  place la reine dans le second cercle de l'enfer consacré aux personnes ayant commis le péché de luxure. D'autres tentatrices se trouvent à ses côtés : Hélène de Troie et Cléopâtre.
En 1405, Christine de Pizan prend Sémiramis comme première pierre de sa Cité des Dames et comme un premier exemple d'une série d'allégories de la Mère sainte et de la Vierge.
En 1555, Louise Labé, dans ses Elégies, cite Sémiramis comme exemple de « Reine tant renommée » ayant été victime des plus grands pouvoirs d'Amour.
En 1770-1772, Voltaire l'évoque dans ses Questions sur l'Encyclopédie.
En 1875, Victor Hugo, dans sa correspondance, écrit : "Sémiramis, c’est plus qu’une Reine, c’est la Royauté même : Crime et Splendeur !"
En 1957, William Faulkner l'évoque dans son roman The Town, publié en français sous le titre La Ville
En 1997, Guy Rachet publie son roman Sémiramis, reine de Babylone.
En 2012, Amin Maalouf l'évoque dans son roman Les Désorientés.

### Théâtre
- 1647 : Gabriel Gilbert pour sa Sémiramis.
- 1647 : Desfontaines pour La Véritable Sémiramis.
- 1717 : Crébillon père pour sa Sémiramis.
- 1748 : Voltaire pour sa tragédie Sémiramis[40],[41].
- 1951-1954 : Eugène Ionesco dans son œuvre théâtrale Les Chaises met en scène une femme au nom de Sémiramis.
- 2008 : Menoventi dans l'œuvre théâtrale Semiramis[42].

### Musique

#### Chanson
- 1920 : Paul Valéry pour son « air de Sémiramis » dans l'Album de vers ancien, et pour son mélodrame Sémiramis représenté en 1934, avec musique d'Arthur Honegger.
- 1969 : Georges Brassens dans Bécassine.
- 1982 : Nino Ferrer dans la chanson Sémiramis de l'album Ex Libris.

#### Opéra
- 1729 : Métastase pour sa Semiramide. Drame mis en musique la première fois avec la musique de Leonardo Vinci.
- 1744 : Semiramide riconosciuta, dramma per musica, de Johann Adolph Hasse (repris et révisé en 1747 et 1760).
- 1718 : André Cardinal Destouches pour sa Sémiramis. Le livret était de Roy. C'était la dernière tragédie lyrique de Destouches et elle connut en 1718 un mauvais accueil. Beffara est le seul à indiquer que Sémiramis « a été remise en musique par M. Dauvergne » (Antoine Dauvergne). Beffara précise que Sémiramis « n'a pas été reprise depuis 1718 »[43].
- 1802 : Charles-Simon Catel et Philippe Desriaux pour leur Sémiramis, adaptation de la pièce de Voltaire pour la scène lyrique française.
- 1819 : Giacomo Meyerbeer pour son opéra Semiramide riconosciuta.
- 1823 : Rossini pour Semiramide[34].

### Filmographie

#### Cinéma
Sémiramis a fait l'objet de plusieurs péplums italiens.
- 1954 : Sémiramis, esclave et reine de Carlo Ludovico Bragaglia.
- 1963 : Sémiramis, déesse de l'Orient de Primo Zeglio.

#### Télévision
- Sémiramis apparaît dans l'œuvre Fate/Apocrypha en tant qu'assassin des Rouges.

### Art contemporain
- Sémiramis figure parmi les 1 038 femmes référencées dans l'œuvre d’art contemporain The Dinner Party (1979) de Judy Chicago. Son nom y est associé à Hatchepsout[44].

### Jeux de société
- Sémiramis figure parmi les 49 personnages antiques représentés dans l'extension Leaders du jeu de société 7 Wonders.